# Jerzykowice Wielkie
Jerzykowice Wielkie est une localité polonaise de la gmina de Lewin Kłodzki, située dans le powiat de Kłodzko en voïvodie de Basse-Silésie.